# Ea Jansen
Ea Jansen (* 14. November 1921 in Tallinn; † 20. April 2005 ebenda) war eine estnische Historikerin.

## Leben
Jansen machte 1941, ein Jahr nach der Sowjetisierung Estlands, in Tallinn ihr Abitur und verbrachte den Beginn der deutschen Besetzung von Estland im Zweiten Weltkrieg in Südestland. Als im Januar 1942 in Tallinn die Kunstschule wiedereröffnet wurde, schrieb sie sich dort ein, blieb aber nur ein halbes Jahr, denn im Herbst 1942 wurde die Universität Tartu wieder eröffnet. Dort studierte sie zunächst Englisch, nach Kriegsende dann Geschichte. Noch ein paar Monate vor ihrem Studienabschluss trat sie 1949 eine Stelle am 1947 in Tartu gegründeten Geschichtsinstitut der Estnischen Akademie der Wissenschaften an.
Anfang der 1950er Jahre, nach dem Umzug des Geschichtsinstituts nach Tallinn, trat Jansen ihre Aspirantur an, die sie 1954 mit der Kandidatendissertation über die philosophische und gesellschaftspolitische Weltanschauung von Friedrich Reinhold Kreutzwald abschloss. 1968 verteidigte sie ihre Doktorarbeit über Carl Robert Jakobsons Sakala. Ihre gesamte berufliche Karriere verbrachte sie in verschiedenen Funktionen am Geschichtsinstitut der Estnischen Akademie der Wissenschaften.

## Werk
Jansens Forschungsschwerpunkt war seit ihrer Kandidatenarbeit die zweite Hälfte des 19. Jahrhunderts, genauer gesagt die estnische Emanzipationsbewegung im dritten Viertel dieses Jahrhunderts. Insbesondere hat sie Carl Robert Jakobson erforscht, was nicht zuletzt dadurch begünstigt wurde, dass sie bei einem Besuch in seinem Heimatmuseum, dem Kurgja-Hof in der Landgemeinde Põhja-Pärnumaa, wo noch eine Tochter Jakobsons lebte, unter einem Bett Säcke mit Jakobsons Korrespondenz entdeckt hatte.

## Auszeichnungen
- 1987 Verdiente Wissenschaftlerin der ESSR
- 2002 Orden des weißen Sterns, IV. Klasse

## Schriften (Auswahl)

### Monografien
- (Hg.) C. R. Jakobson ja tema ajastu. Tallinn: Eesti Riiklik Kirjastus 1957. 204 S.
- gemeinsam mit  Rudolf Põldmäe: Carl Robert Jakobson. Lühimonograafia. Tallinn: Eesti Raamat 1968. 220 S. (Eesti kirjamehi)
- C. R. Jakobsoni "Sakala". Tallinn: Eesti Raamat 1971. 351 S.
- C.R. Jakobsoni "Sakala" ja Eesti ajakirjanduse teed. Artiklite kogumik. Koostanud Ea Jansen ja Juhan Peegel. Tallinn: Eesti Raamat 1979. 145 S.
- Carl Robert Jakobson muutuvas ajas. Tallinn: Eesti Raamat 1987. 188 S.
- Vaateid eesti rahvusluse sünniaegadesse. Tartu: Ilmamaa 2004. 508 S.

### Artikel
- Kreutzwald kui valgustaja-demokraat, in: Fr. R. Kreutzwaldi maailmavaade ja tegevus. Tallinn: Eesti Riiklik Kirjastus 1953, S. 7–35.
- Kuidas kirik „Sakala“ taga kiusas, in: Religiooni ja ateismi ajaloost Eestis. Tallinn: Eesti Riiklik Kirjastus 1961, S. 225–252.
- Eesti rahvuse kujunemise probleeme XIX sajandil, in: Looming 6/1970, S. 933–945.
- On the Economic and Social Determination of the Estonian National Movement, in: National Movements in the Baltic Countries during the 19th Century. Uppsala: Almqvist & Wiksell 1985, S. 41–57.
- Jakob Hurt ja ühine isamaa töö, in: Looming 2/1988, S. 244–251.
- Die estnische Nationalbewegung: sozio-ökonomische Bedingungen und sozio-kulturelle Charakteristika, in: Proceedings of the Estonian Academy of Sciences. Humanities and Social Sciences, vol. 41, no 3, 1992, S. 260–276.
- Aufklärung und estnische nationale Bewegung in der zweiten Hälfte des 19. Jahrhunderts, in: Aufklärung in den baltischen Provinzen Russlands. Hrsg. von Otto-Heinrich Elias. Köln: Böhlau 1996, S. 57–72.
- Muinaseesti Panteon: Faehlmanni müütide roll eestlaste rahvusteadvuses, in: Keel ja Kirjandus 12/1998, S. 801–811.
- Kas välgusähvatus pimeduses? Kristian Jaak Petersoni puudutavast uudiskirjandusest, in: Akadeemia 12/2001, S. 2488–2510.
- "Baltlus", baltisakslased, eestlased, in: Tuna 2/2005, S. 35–44; 3/2005, S. 31–42.

## Sekundärliteratur
- Marika Mikli: Vestlus Ea Janseniga, in: Vikerkaar 5–6/1995, S. 153–162.
- Ea Jansen: Sünniaasta 1921, in: Eesti rahva elulood I. Tallinn: Tänapäev 2000, S. 224–238.
- Väino Sirk: Ea Janseni mälestuseks, in: Tuna 2/2005, S. 149–150.
- Ants Viires: Ühe tulemusrikka elu mälestuseks, in: Keel ja Kirjandus 6/2005, S. 512–514.
- Mart Laar: Ea Janseni pärandus, in: Keel ja Kirjandus 2/2006, S. 157–159.
- Kultuur ja rahvas. Mälestusteos Ea Jansenile. Tartu: Rahvusarhiiv 2021. 346 S. (Ausgewähltes Schriftenverzeichnis S. 341–346)